# Камзолкин, Евгений Иванович
Камзолкин Евгений Иванович (1885—1957) — русский и советский художник-декоратор, фотограф, автор советского символа «Серп и молот».

## Биография
Родился в семье московского купца Ивана Васильевича Камзолкина.
В 1904—1912 гг. обучался в Московском училище живописи, ваяния и зодчества у А. Архипова и Н. Касаткина.
Участник Международной фотографической выставки 1907 года в Турине (фотоработы «Ветка ореха», «Мухомор» и «Лесной вид»).
Член Общества имени Леонардо да Винчи (1906) и Московского салона (1910).
В живописи особое место занимает египетский цикл — «В битву», «Пир у царя Ассирийского», «Во имя Рамзеса», «Египтянка».
В 1918 г. первым предложил символ «Серп и молот» для оформления Замоскворецкого района Москвы к Первомайским торжествам.
После Октябрьской революции служил в театре Замоскворецкого Совета рабочих и крестьянских депутатов, автор декораций ко многим спектаклям, в том числе «Смерть Иоанна Грозного» А. К. Толстого, «Разбойники» Ф. Шиллера, «Уриэль Акоста» К. Ф. Гуцкова, «Укрощение строптивой» У. Шекспира. Автор панно «Мартеновский цех» (1923 г.) для Первой Всероссийской художественно-промышленной выставки в Москве.
В 1923 г. — один из учредителей общества художников «Жар-цвет», в которое вошли М. В. Добужинский, Н. Е. Лансере, Е. С. Кругликова, К. С. Петров-Водкин и другие.
Член Русского фотографического общества и Союза советских художников Москвы; являясь действительным его членом, участвовал более чем в 50 художественных выставках, в том числе в двух персональных — в 1938 и 1950 гг.
С 1920-х гг. проживал в г. Пушкино.
В 1920 г. преподавал прикладное искусство в Пушкинской музыкально-художественной трудовой колонии им. А. В. Луначарского.
В 1921 г. — инструктор по рисованию в детской колонии «Лесной городок».
В 1935—1936 гг. участвовал в проекте оформления вокзала железнодорожной станции Новосибирск-Главный.
В 1940-х гг. Е. И. Камзолкин безвозмездно передал свою мастерскую под детскую музыкальную школу № 1.
Умер 19 марта 1957 г., похоронен на Кавезинском кладбище Пушкинского района Московской области.
Картины Е. И. Камзолкина находятся в коллекциях Государственной Третьяковской галереи, Государственного центрального театрального музея имени А. А. Бахрушина, музея-усадьбы Мураново имени Ф. И. Тютчева, Краеведческого музея г. Пушкино Московской области.

## Память
- Мемориальная комната Е. И. Камзолкина находится в Краеведческом музее г. Пушкино.